# NAOTO
NAOTO（1983年8月30日—），本名，是日本男性舞者，為男子歌舞組合EXILE的表演者，以及男子歌舞組合三代目J Soul Brothers的隊長兼表演者。原二代目J Soul Brothers。埼玉縣所澤市出身。身高169cm。

## 來歷
在高中3年級的時候因成為了舞蹈部部長而開始對舞蹈產生興趣。
2003年2月以兩男一女組成組舞蹈團體「JAZZ DRUG」活躍於各種活動當中。
2004年接受舞蹈修行訪問洛杉磯，向為布蘭妮·斯皮爾斯等藝人編舞的編舞師ANDRE學舞，並參加洛杉磯CARNIVAL的活動演出。回國後，擔任濱崎步、AI、BENNIE K、後藤真希等藝人的伴舞。
2006年2月組成5人的舞蹈團體「SCREAM」。
2007年11月10日加入（二代目）J Soul Brothers。
2009年3月1日加入放浪兄弟。
2010年11月10日，與放浪兄弟的活動並進，成為三代目J Soul Brothers的隊長兼表演者開始活動。
2014年4月1日開始擔任富士電視台系列「森田一義アワー 笑っていいとも!」的後續新節目『バイキング』星期二的司儀，由他及TAKAHIRO每週交替擔當。
2015年7月14日，首本個人照片隨筆『人生ほの字組』發售。10月26日，發表了設立自己的服裝品牌「SEVEN」。
2016年4月首次單獨主演連續劇「暗夜英雄Naoto」 。同年4月15日、組成嘻哈組合HONEST BOYZ。

## 人物
- 高中時代認真以搞笑藝人作為目標，和朋友2人組成「人生ほの字組」，當時曾迷惘於往舞蹈事業發展還是往搞笑藝人事業方面上發展。[2]。
- 座右銘是相田みつを的其一句說話「出会いが人を変え、感動が人を動かす」。[7]
- 出生年月日和嵐的松本潤一樣。
- 2023年8月，被美國知名《新聞週刊（Newsweek）》日本版雜誌選為世界尊敬的百大日本人之一[8]。

## 參加團體
- JAZZ DRUG（2003年2月 - 不明）
- SCREAM（2006年2月 - 不明）
- (二代目)J Soul Brothers（2007年11月10日 - 2009年3月1日）
- EXILE（2009年3月1日 - ）
- 三代目J Soul Brothers from EXILE TRIBE（2010年11月10日 - ）
- HONEST BOYZ（2016年4月 - ）

## 演出
與EXILE相關的演出請參考EXILE#演出
※角色名字顯示為 粗字體即表示為主角 

### 電視劇
- おかげ様で!（[2010年9月18日、[中部日本放送]]）-飾演 加藤竜彦
- SPEC～警視廳公安部公安第五課 未詳事件特別對策係事件簿～ 第8話（2010年12月3日、TBS）-飾演  NAOTO
- 最後的灰姑娘（2013年4月 - 6月、富士電視台）-飾演 柏木智則
- Frenemy街頭正義（2013年7月 - 9月、日本電視台）-飾演 岡嶋渉（與SHOKICHI雙主演）
- 亲爱的姊妹 第9話（2014年12月11日、富士電視台）-飾演  桑名
- 暗夜英雄Naoto （2016年4月 - 7月、東京電視台）-飾演  直人 / NAOTO'

### 網路劇
- 減量ボクサー（2009年11月 - 2010年1月、BeeTV）-飾演 北大路ススム
- 愛上恐龍妹【ブスの瞳に恋してる】（2019年9月 - 11月、FOD）-飾演  鈴野理
- JAM -the drama-（2021年8月 - 、ABEMA）-飾演 藤本研二

### 舞台
- 劇団EXILE 第二回公演「CROWN 眠らない夜の果てに…」（2008年5月）
- 劇団方南ぐみ 企画公演「あたっくNo.1」（2009年1月）飾演 横川寛範一等兵
- その鉄塔に男たちはいるという（2009年10月）飾演 木暮
- 朗讀劇「もしもキミが。」 （2010年2月）飾演 優基
- 劇団EXILE JUNCTION #1「Night Ballet」（2010年3月） 飾演 東
- 劇団EXILE 第四回公演「DANCE EARTH 〜願い〜」（2010年5月） 飾演 カズ
- キバコの会 第四回公演「ギターを待ちながら」～やったぜ! 本多スペシャル! ～（2013年2月14日）
- 劇団EXILE「あたっくNo.1」（2013年8月 - 9月）飾演 柏田勝杜 兵曹長
- 朗讀劇 BOOK ACT「ヒーローよ 安らかに眠れ」（2020年2月）

### 配音
- 攻殻機動隊 新劇場版（2015年） 藤本修 [9]

### 電影
- サクラサク（2014年）-飾演 大森
- マンゴーと赤い車椅子（2015年）-飾演 五十嵐翔太
- HiGH & LOW熱血街頭 電影版 2 天空的盡頭（2017年8月19日）-飾演 JESSE
  - HiGH & LOW熱血街頭 電影版 3 終極任務（2017年11月11日）
- 奇蹟的燒肉店（2020年）-飾演 佐藤良人 （與土屋鳳太雙主演）
- DANCING MARY ダンシング・マリー（2021年）-飾演 藤本研二

### 綜藝節目
- バイキング（-隔週星期二主持：2014年4月8日 - 2015年3月10日[10]、星期二主持：2015年3月24日  - 2016年3月[11]、富士電視台）
- 人類觀察～Monitoring～（2016年4月-、TBS） - 常規成員

### 廣告
- GREE「聖戦ケルベロス」（2012年）
- 富士通「ARROWS」（2012年）
- SUNTORY「MALT'S」（2016年）
- 軟銀「スポナビライブ」（2016年）
- SUNTORY「MEGNUM DRY 本辛口」（2019年）
- 日本環球影城「UNIVERSAL・SURPRISE・HALLOWEEN」（2019年）  - 「ZOMBIE・DE・DANCE」大使
- mixi「TIPSTAR」（2021年）

### 音樂錄影帶
- BENNIE K「Better Days」（2003年）
- 濱崎步「my name's WOMEN」（2005年）
- 浜崎あゆみ「fairyland」 (2005年)
- 濱崎步「Startin'」（2006年）
- 濱崎步「BLUE BIRD」（2006年）
- 濱崎步「Beautiful Fighters」（2006年）
- 後藤真希「ガラスのパンプス」（2006年）
- 後藤真希「SOME BOYS! TOUCH」（2006年）
- AI「I Wanna Know」（2006年）
- JYONGRI「Getting Funky!」（2007年）
- 法瑞爾·威廉姆斯「Happy」日本版（2014年）
- EXILE THE SECOND「YEAH!! YEAH!! YEAH!!」（2016年）
- 可苦可樂「心」（2017年）
- RED DIAMOND DOGS「RED SOUL BLUE DRAGON」（2018年）

### DVD
- 後藤真希「後藤真希 SECRET LIVE at STUDIO COAST」（2006年）
- 後藤真希「後藤真希 LIVE TOUR 2006〜G-Emotion〜」（2007年）
- 後藤真希「Maki Goto Secret Live-Ekizona Disco」

### 雜誌連載
- Numéro TOKYO 不定期連載，共5回（2014年10月号 - 2017年10月号、扶桑社）

### 其他
- 日本環球影城「HALLOWEEN EVENT 2020」宣傳大使（2020年）

## 書籍
- 照片隨筆『人生ほの字組』（2015年7月14日、LDH）ISBN 978-4908200038[12]

## 外部連結
- NAOTO｜PROFILE｜EXILE Official Website（页面存档备份，存于）
- EXILE NAOTO的X（前Twitter）
- EXILE NAOTO的Instagram帳戶
- NAOTO的新浪微博
- YouTube上的EXILE NAOTO オネストTV頻道
- NAOTO在互联网电影资料库（IMDb）上的資料（英文）

NAOTO監制服裝品牌「SEVEN」
- NAOTO監制的服裝品牌「SEVEN」官網（页面存档备份，存于）
- NAOTO監制的服裝品牌「SEVEN」的Instagram帳戶
- NAOTO監制的服裝品牌「SEVEN」的X（前Twitter）
- NAOTO監制的服裝品牌「SEVEN」的Facebook專頁
- STUDIO_SEVEN的新浪微博

過去
- NAOTO(EXILE/三代目JSB)Official Blog Powered by Ameba（页面存档备份，存于）（2014年4月 - 2015年1月）